# I Exposición Internacional de Escultura en la Calle

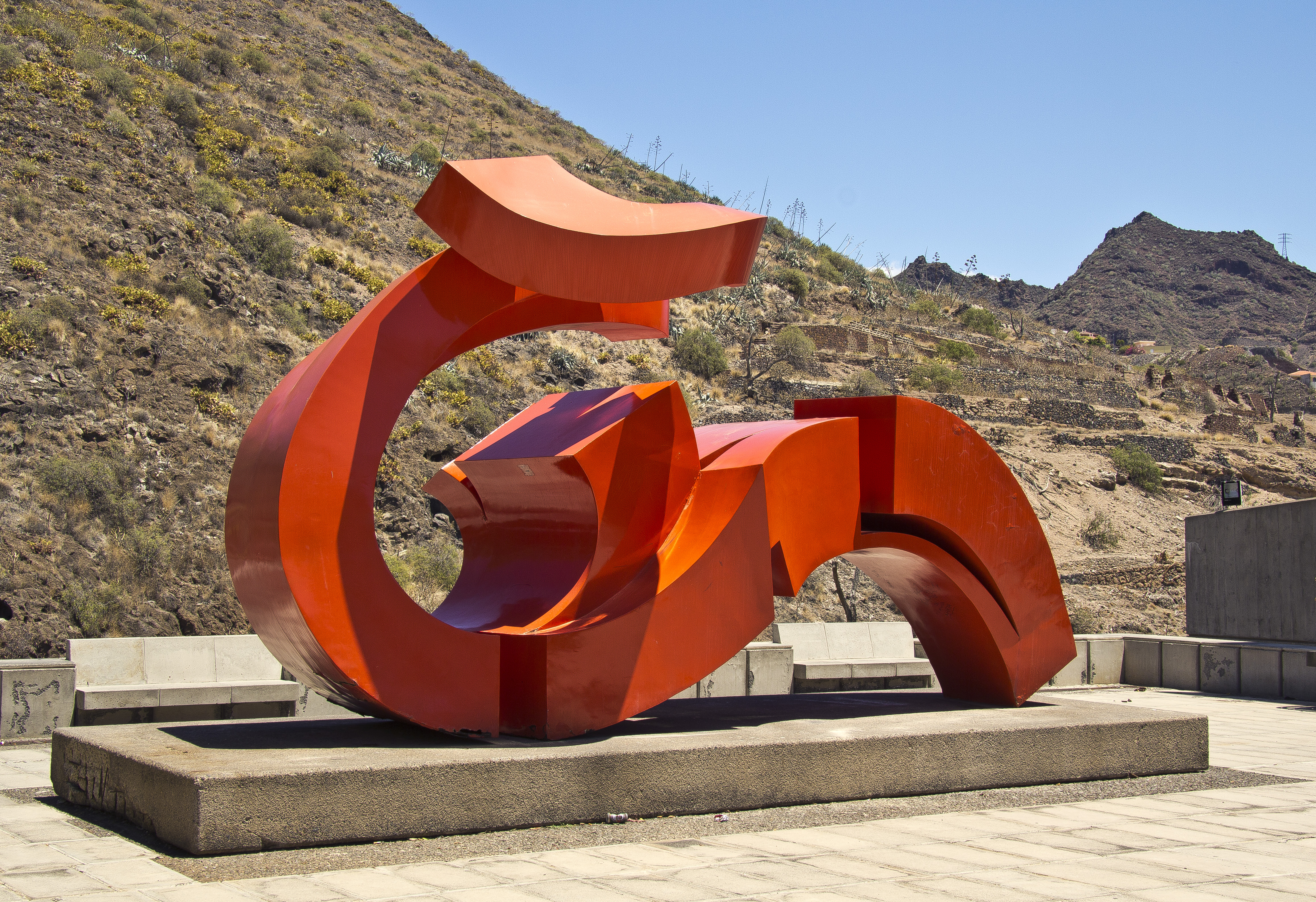
Lady Tenerife, de Martín Chirino, fue la primera obra de la Exposición.

La I Exposición Internacional de Escultura en la Calle fue un evento cultural que tuvo lugar en Santa Cruz de Tenerife (Tenerife, Canarias, España) entre diciembre de 1973 y enero de 1974. Organizado por la Demarcación de Tenerife, La Gomera  y El Hierro del Colegio Oficial de Arquitectos de Canarias, constituyó una de las mejores exposiciones de arte abstracto, conformada por obras de gran formato y notable potencia visual y estética.
Un total de cuarenta y tres escultores (de la talla de Joan Miró, Marino Marini, Henry Moore, Ossip Zadkine, Pablo Gargallo, Julio González, Óscar Domínguez, Alexander Calder, Alicia Penalba, Martín Chirino o Josep Maria Subirachs entre otros) tuvieron alguna pieza en la exposición, de las cuales treinta han permanecido en la ciudad. Actualmente se encuentran distribuidas principalmente por el Parque García Sanabria y la Rambla de Santa Cruz, situándose algunas pocas en zonas como el Parque Cultural Viera y Clavijo, el Parque Las Indias, la Avenida de Anaga y la Avenida 25 de Julio.

## La Exposición

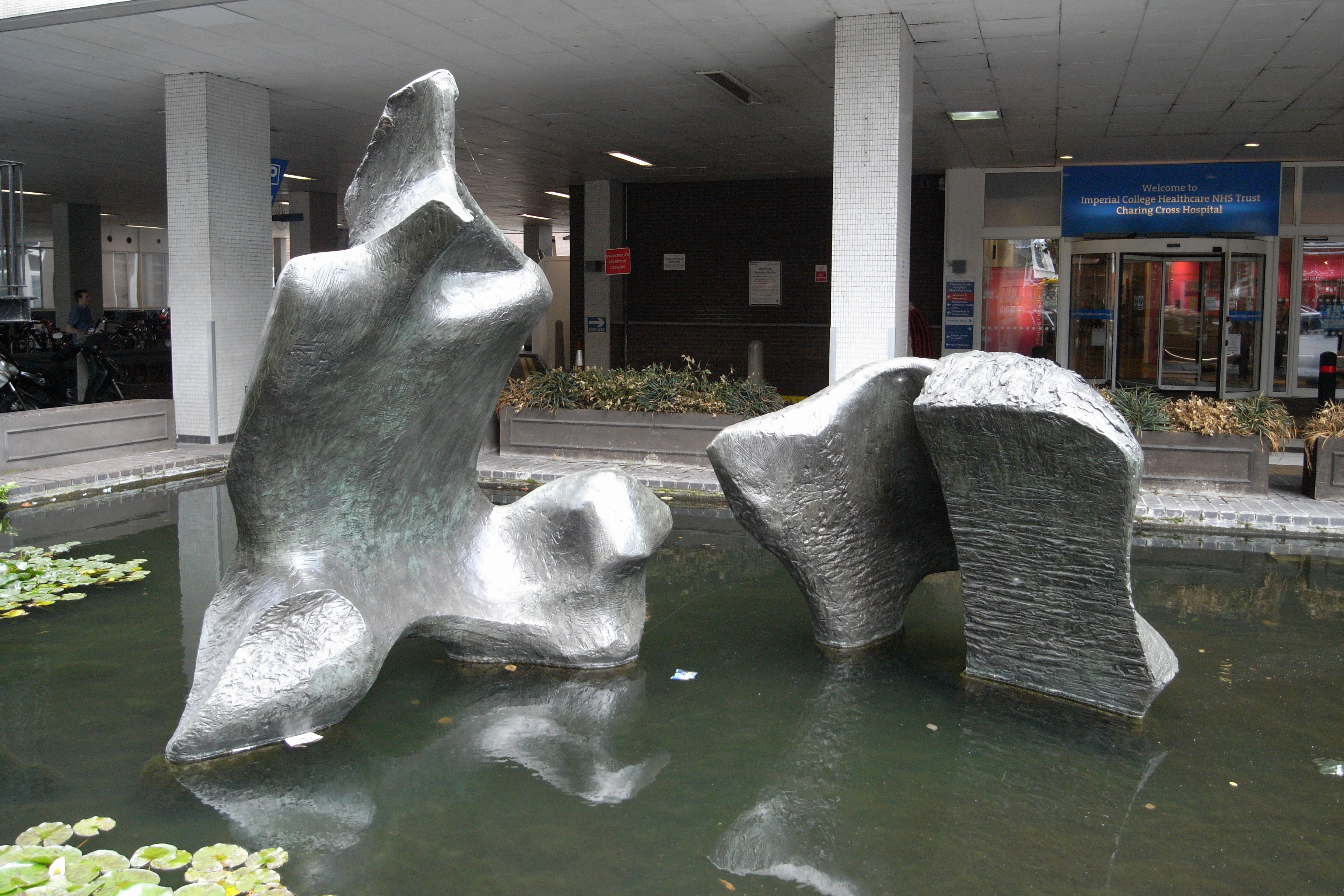
Maqueta de trabajo de la Reclining Figure del Lincoln Center, obra de Henry Moore. En la imagen, ejemplar del Charing Cross Hospital de Londres.

La exposición fue iniciativa de la Comisión de Cultura de la demarcación en Santa Cruz de Tenerife del Colegio Oficial de Arquitectos de Canarias. Presidida por Vicente Saavedra, formaban también la comisión los arquitectos José Manuel Hernández, Carlos A. Schwartz, José Antonio Vías, Juan Fernández de Villalta, Francisco Artengo y Hortensia Ramos-Izquierdo como secretaría. El crítico de arte Eduardo Westerdahl participaría en la misma a petición de la propia comisión para asesorar en el proyecto. Posteriormente se formaría una Comisión de Honor integrada, además de por Westerdahl, por el pintor Joan Miró, el arquitecto Josep Lluis Sert y el artista y crítico de arte Roland Penrose.
La idea era realizar una muestra para disfrute del ciudadano fuera de espacios museísticos y rompiendo con la idea de la tradicional escultura conmemorativa, en consonancia con la pieza Lady Tenerife de Martín Chirino, que desde 1972 se erigía en la plaza de la sede del Colegio. El evento fue posible gracias a la participación económica del Cabildo Insular de Tenerife, el Ayuntamiento de Santa Cruz de Tenerife, la Caja General de Ahorros, la Delegación Nacional de Bellas Artes, DISA y aportaciones de empresas locales. El presupuesto fue destinado a gastos de transporte de varias esculturas, seguros, viajes y estancias de los escultores invitados, así como la mano de obra y materiales necesarios para las piezas realizadas en la ciudad.

### Organización
Durante los meses de octubre y noviembre de 1973 se marcaron los lugares elegidos para la ubicación de las distintas obras, cedidas por museos, colecciones particulares, enviadas por los propios artistas o realizadas in situ por los escultores.
Gracias a la mediación de Mark Macken, director del Middelheimmuseum de Amberes y participante en la exposición, dicho museo envió tres obras: Miracolo de Marino Marini, Phoenix de Ossip Zadkine y El Profeta, de Pablo Gargallo. Procedentes de la Galería Maeght de París llegaron un Stabile-Mobile de Alexander Calder y Mujer de Joan Miró. El Museo de Arte Moderno de Barcelona cedió la escultura Mujer sentada nº2 de Julio González, mientras que el Instituto Británico de esa ciudad contribuyó con Standing Armed Figure de Bernard Meadows y Reclining Figure de Kenneth Armitage.
El propio Henry Moore envió una maqueta en bronce de la Reclining Figure que se encuentra en el Lincoln Center de Nueva York. Elvireta Escobio, viuda de Manolo Millares, cedió la obra de este autor Objeto para la paz. De Italia llegaron Cilindro construito de Arnaldo Pomodoro y La Catedral, de Alicia Penalba. Procedente de Madrid, La mujer de la estrella de Alberto Sánchez Pérez, cedida por su familia. Desde Vizcaya, Néstor Basterrechea llevó Idditu. Xavier Corberó concurrió con Ejecutores y ejecutados, Claude Viseux lo hizo con Homenaje a Millares, Amadeo Gabino con Estela espacial, Joaquín Rubio Camín aportó Nivel y Marcel Martí y Jorge Jiménez Casas sendas obras sin título. La obra Caja de música I, de Agustín Cárdenas Alfonso, fue cedida por una colección particular. El vizconde Charles de Noailles envió los planos del Monumento al gato, obra de Óscar Domínguez en forma de arco que se situaba en la Villa Noailles de Hyères, siendo reproducida para esta exposición; asimismo, cedió la obra Pirata, del mismo autor.

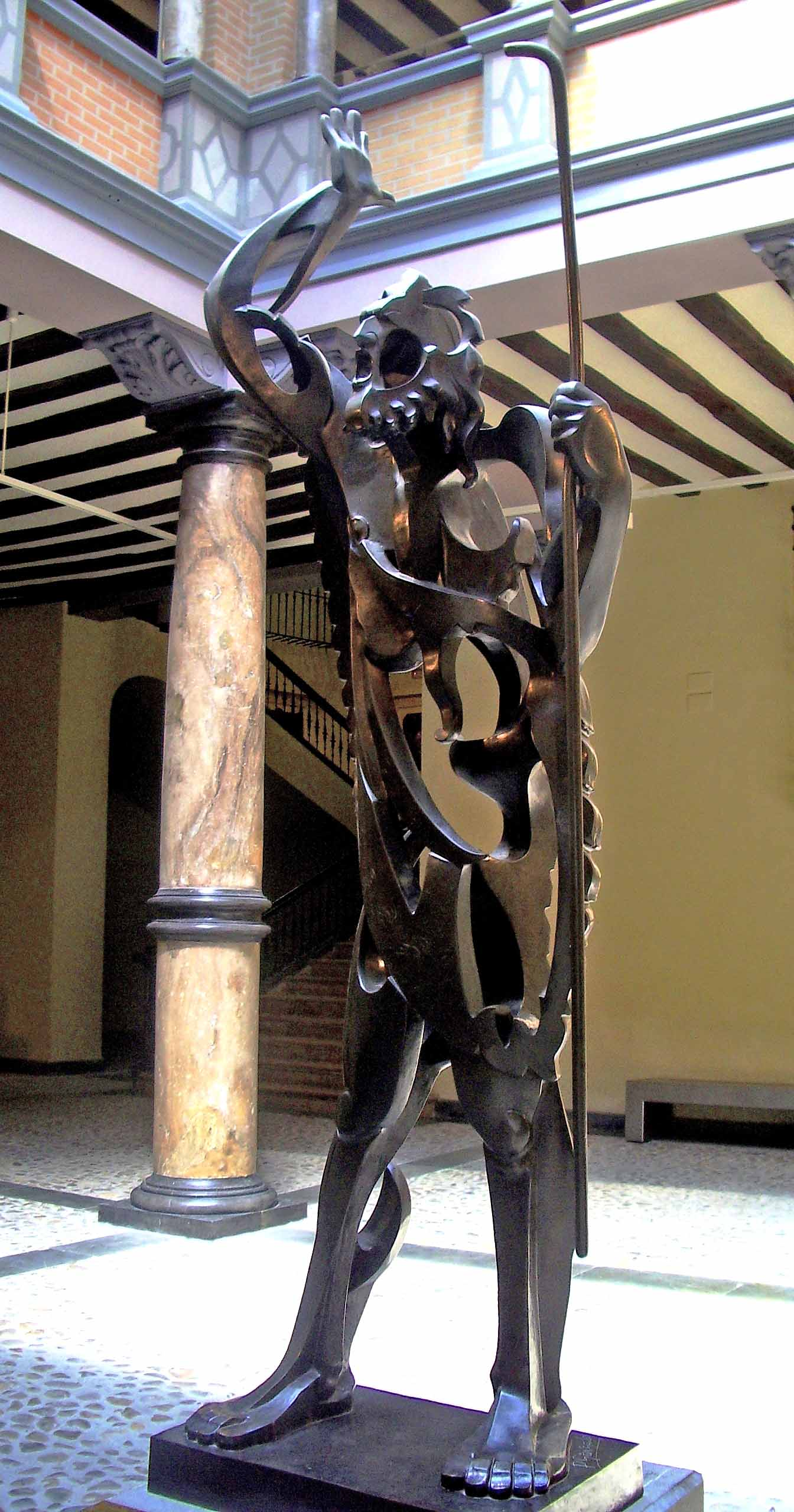
El Profeta, de Pablo Gargallo, una de las obras expuestas.

Varias obras, no obstante, fueron realizadas por sus autores en el mismo emplazamiento previsto o en talleres de la isla. Fue el caso de Móvil, de Francisco Sobrino Ochoa; Penetrable, de Jesús Soto; Solidaridad, de Mark Macken; Hombre, de María Simón; Homenaje a las Islas Canarias, de Pablo Serrano; Laberinto. Homenaje a Borges, de Gustavo Torner; Homenaje a Pascal, de Gottfried Honegger; Homenaje a Gaudí, de Eduardo Paolozzi; Macla, de Eduardo Gregorio; Móvil, de Eusebio Sempere; Introversión, de Josep Maria Subirachs; Dado para 13, de Remigio Mendiburu; Lorea, de Ricardo Ugarte; así como las obras sin título de Josep Guinovart, José Abad, Andreu Alfaro, Jaume Cubells, Federico Assler y Feliciano Hernández.
Además de las obras citadas, fueron prometidas otras por Jean Tinguely, Niki de Saint-Phalle y Mario Ceroli que no llegaron a realizarse. El evento fue cubierto por las cámaras de Carlos A. Schwartz y Efraín Pintos. La muestra tuvo repercusión en la prensa internacional, con artículos en la revista francesa Recherche&Architecture y el periódico británico The Times, con un artículo del propio Roland Penrose. El periodista Juan Cruz Ruiz realizó entrevistas a los escultores para el periódico El Día.

### I Simposium de Arte en la Calle
Paralelamente a la Exposición se realizaron varias actividades culturales relacionadas con la muestra. Durante los días 10, 11 y 12 de diciembre se llevó a cabo el I Simposium de Arte en la Calle, organizado por el propio Colegio de Arquitectos junto al Departamento de Arte de la Universidad de La Laguna. Con el objetivo de discutir sobre la integración del arte en los espacios urbanos, participaron como ponentes Xavier Rubert de Ventós, Oriol Bohigas, Valeriano Bozal, Jacques Lassaigne, Simón Marchán, Juan Manuel Bonet, Gillo Dorfles, Eduardo Westerdahl, José Rogelio Buendía y José Luis López Aranguren, con diversas mesas de trabajo.

### Legado
Al finalizar la Exposición, veintinueve de las obras permanecieron en la ciudad. Se acordó repetir la Exposición cada tres años y añadir al menos una escultura contemporánea a la ciudad anualmente, si bien ninguno de esos objetivos fue realmente cumplido. La obra Mujer de Miró, una vez devuelta, fue sustituida por Femme Bouteille, del mismo escultor. En 1977, Moore cedió Guerrero de Goslar, ejemplar de una serie de esculturas presentes en varios países. Actualmente La mujer de la estrella (Alberto Sánchez) se encuentra en el interior de la sede del Colegio de Arquitectos, mientras que Idittu se encuentra en la Biblioteca Municipal Central, situada en el Tenerife Espacio de las Artes. La obra Penetrable, de Soto, fue retirada por el Colegio por el deterioro causado constantemente en los cordones colgantes de plástico pese a las sucesivas restauraciones. La obra de Jorge Jiménez Casas quedó destruida en un temporal en 1974.
El conjunto de treinta esculturas presente en la ciudad a día de hoy constituye un museo abierto de gran valor. En 1994 se llevó a cabo la II Exposición Internacional de Escultura en la Calle, que pese a ser más modesta que la primera añadió varias obras a la ciudad.

## Colección actual
| Obra                          | Autor                   | Localización                                                   | Material                                        | Medidas                                  | Descripción | Imagen |
| ----------------------------- | ----------------------- | -------------------------------------------------------------- | ----------------------------------------------- | ---------------------------------------- | --- | ------ |
| El Reloj de la Muerte         | José Abad               | Intersección C/ Ramiro de Maeztu y Avenida Benito Pérez Armas. | Hierro y duraluminio.                           | 6 x 2 x 3 m.                             | Realizada con los restos de un avión siniestrado, presenta un lenguaje típico en la obra de Abad: objetos trabajados en metal sujetos en cajas abiertas a modo de andamio. De 1973. Restaurada en 2010.                                                                                     |        |
| Hombre                        | María Simón             | Avenida de los Reyes Católicos.                                | Hierro.                                         | 2'87 x 1'70 x 0'70 m.                    | Formada a modo de "caja de cartón" desplegada, explorando el uso del plano en la escultura, una constante en Simón. De 1973. |        |
| Móvil                         | Francisco Sobrino Ochoa | Plaza de la República Dominicana.                              | Hierro y poliéster pintado.                     | 12'17 x 3'10 x 0'97 m.                   | Un gran móvil de dos brazos con cuatro esferas cada uno, que permite variadas experiencias visuales y espaciales, propias de la escultura cinética. De 1973. |        |
| Femme Bouteille               | Joan Miró               | Avenida de las Asuncionistas.                                  | Bronce.                                         | 1'20 x 3 m.                              | Mujer-botella o gran insecto, se enmarca en la tendencia surrealista. No formó parte de la Exposición, fue colocada posteriormente. De entre 1972-1975. Declarada Bien de Interés Cultural en 2007. Restaurada en 2013.                                                                     |        |
| Sin título                    | Andreu Alfaro           | Puente de las Asuncionistas.                                   | Aluminio.                                       | 4 x 4 m.                                 | Rueda helicoidal constructivista y dinámica que ofrece múltiples perspectivas. De 1973. |        |
| Ejecutores y ejecutados       | Xavier Corberó          | Rambla de Santa Cruz                                           | Poliéster pintado, columnas de hormigón y sogas | 1'17 x 2'10 x 0'97 m.                    | Formas globulares dobles, tres de ellas en rojo colgando de ramas de los árboles, otras tres en negro sobre columnas de diferentes alturas. De 1973. Restaurada en 2008 y desplazada unos metros a ramas más robustas.                                                                      |        |
| Guerrero de Goslar            | Henry Moore             | Rambla de Santa Cruz                                           | Bronce.                                         | 3 x 1'10 x 1'22 m.                       | Forma parte de una serie de esculturas del mismo nombre presente en varias ciudades del mundo. No formó parte de la exposición, fue enviada por Moore posteriormente. De 1977. Declarada Bien de Interés Cultural en 2007. Restaurada en 2010.                                              |        |
| Nivel                         | Joaquín Rubio Camín     | Rambla de Santa Cruz                                           | Acero laminado y metalizado en cobre.           | 0'87 x 1'25 x 4 m.                       | Una de las obras más esquemáticas de la Exposición, de gran pureza formal. La base sobre la que se asienta, con una incisión acanalada, forma parte de la obra. De 1972. |        |
| Lorea                         | Ricardo Ugarte          | Rambla de Santa Cruz                                           | Hierro pintado.                                 | 5'21 x 2'76 x 2'40 m.                    | Superposición de cubos modulares con diferentes cortes, creando un árbol que incorpora el espacio como elemento de la pieza de arte. De 1973. Restaurada en 2010. |        |
| Sin título                    | Marcel Martí            | Avenida 25 de Julio                                            | Piedra caliza.                                  | 1 x 0'80 x 0'55 m.                       | Escultura de formas orgánicas y sensuales. De 1973. |        |
| Homenaje a Pascal             | Gottfried Honegger      | Avenida 25 de Julio                                            | Hormigón pintado.                               | 4'80 x 0'60 x 0'60 m.                    | Pieza totémica formada por añadido de volúmenes en vertical, presentándose como continuo virtualmente infinito. Su nombre se refiere a Blaise Pascal. De 1973. |        |
| Solidaridad                   | Mark Macken             | Parque García Sanabria                                         | Hormigón y cadena de hierro.                    | 2'23 x 1 x 0'77 m. Cubos: 0'60 x 0'60 m. | Un cuerpo central formado por dos prismas irregulares en conjunción, con superficie externa picada e interna lisa. Alrededor, doce cubos atravesados por una gruesa cadena de hierro pavonado que se pueden mover, invitando a su reorganización y al asiento. De 1973. Restaurada en 2006. |        |
| Laberinto. Homenaje a Borges  | Gustavo Torner          | Parque García Sanabria                                         | Hormigón armado pintado.                        | 3'50 x 7 x 7 m.                          | Está formada por veintidós módulos verticales en forma de L de superficie lisa pintada de blanco, a modo de laberinto abierto. El nombre se refiere a Jorge Luis Borges. De 1973. Restaurada en 2006.                                                                                       |        |
| Sin título                    | Federico Assler         | Parque García Sanabria                                         | Cemento blanco con marmolina.                   | 2'35 x 3 x 0'77 m.                       | Cuatro figuras antropomórficas con protuberancias, sobre una base de hormigón a ras del suelo. Se encuentran separados por pares unidos entre sí, cada uno partido horizontalmente por la mitad. De 1973. Restaurada en 2006.                                                               |        |
| Homenaje a Millares           | Claude Viseux           | Parque García Sanabria                                         | Acero inoxidable. Pedestal de hormigón.         | 1'22 x 2 x 2 m.                          | Descansa encajada en un cilindro de hormigón, permitiendo al ser girada producir un potente sonido metálico. De 1973. Restaurada en 2006. |        |
| Sin título                    | Josep Guinovart         | Parque García Sanabria                                         | Hierro, hormigón y varillas de latón.           | 7'20 x 4 x 4 m.                          | De un estanque circular se alza un poste rematado por una estructura de aros, de la que cuelgan varillas que sostienen sacos de hormigón, algunos pintados en negro y rojo. De 1973. Restaurada en 2006.                                                                                    |        |
| Homenaje a las Islas Canarias | Pablo Serrano           | Parque García Sanabria                                         | Hormigón.                                       | 2'90 x 5'80 x 2'40 m.                    | Siete volúmenes que emergen de un suelo adoquinado con perforaciones circulares y huellas de manos. Originalmente tenía luces internas y brotes de agua, que no funcionan actualmente. De 1973. Restaurada en 2006.                                                                         |        |
| Monumento al gato             | Óscar Domínguez         | Parque García Sanabria                                         | Piedra, cemento, cristal y hierro.              | 2'90 x 3'80 x 0'40 m.                    | Arco de cuatro columnas con ojos de cristal verde en el friso, varillas de metal a modo de bigotes y rematado por triángulos como orejas. Reproducción del original propiedad del vizconde de Noailles (1952-53). De 1973. Restaurada en 2006.                                              |        |
| Dado para 13                  | Remigio Mendiburu       | Parque García Sanabria                                         | Hormigón.                                       | 2'60 x 4'80 x 4'80 m.                    | Laberinto sin techo de gruesas paredes perforadas, con cuatro entradas. En su interior, un cilindro a modo de mesa o altar. De 1973. Restaurada en 2006. |        |
| Homenaje a Gaudí              | Eduardo Paolozzi        | Parque García Sanabria                                         | Hormigón armado prefabricado.                   | 3'36 x 35'6 x 15'5 m.                    | Compuesta por módulos prefabricados unidos en siete grupos serpenteantes, pensado para el uso infantil. Su nombre se refiere a Antoni Gaudí. De 1973. Restaurada en 2006. |        |
| Introversión                  | Josep Maria Subirachs   | Parque García Sanabria                                         | Hormigón armado.                                | 3'74 x 2'38 x 2'48 m.                    | Pedestal cuadrangular coronado por un cuerpo en forma de L invertida y otro de libro abierto, con una gran huella en negativo en forma de mano. De 1973. Restaurada en 2006. |        |
| Sin título                    | Jaume Cubells           | Parque García Sanabria                                         | Hormigón coloreado.                             | 3'40 x 1'78 x 1'92 m.                    | Abstracción geométrica de un torso femenino, con dibujos simples en relieve. De 1973. Restaurada en 2006. |        |
| Estela espacial               | Amadeo Gabino           | Parque García Sanabria                                         | Acero inoxidable.                               | 5 x 1'01 x 1'01 m.                       | Columna de planchas metálicas superpuestas y remachadas, con ligeras ondulaciones. De 1973. Restaurada en 2006. |        |
| Sin título                    | Feliciano Hernández     | Rambla de Santa Cruz                                           | Hierro pintado.                                 | 4'18 x 3'29 x 0'70 m.                    | Módulos cúbicos colocados en equilibrio sujetos con tensores a una base curva. De 1972. |        |
| Lady Tenerife                 | Martín Chirino          | Rambla de Santa Cruz                                           | Hierro pintado.                                 | 3'48 x 3'35 x 6'67 m.                    | Estructura metálica de formas curvas, pertenecientes a la serie Ladys del autor. Encargo del Colegio de Arquitectos, Demarcación de Tenerife, La Gomera y El Hierro, que es propietario. De 1972.                                                                                           |        |
| Móvil                         | Eusebio Sempere         | Avenida de Anaga                                               | Acero Inoxidable.                               | 2,99 x 3,40 x 2,20 m.                    | Estructura de dos paneles de barras metálicas, que crean efectos con la luz, el fondo y el movimiento del espectador, propio de la escultura cinética. Durante la Exposición estuvo en la Rambla de Santa Cruz. De 1973.                                                                    |        |
| Idittu                        | Néstor Basterrechea     | Biblioteca Municipal Central (Tenerife Espacio de las Artes)   | Madera de roble.                                | 2'50 x 1'10 x 1'33 m.                    | Formada por concavidades en la madera que generan una figura antropomórfica. Su nombre se refiere a un genio o espíritu de la mitología vasca. Durante la exposición estuvo en el Colegio de Arquitectos. De 1973.                                                                          |        |
| Macla                         | Eduardo Gregorio        | Parque de las Indias                                           | Hormigón prefabricado.                          | 2'27 x 2'50 x 2'50 m.                    | Escultura de líneas puras compuesta por tres volúmenes cruzados. Durante la exposición estuvo en la Rambla de Santa Cruz. De 1973. |        |
| La mujer de la estrella       | Alberto Sánchez Pérez   | Sede del Colegio de Arquitectos                                | Bronce.                                         | 2'30 x 0'42 x 0'39 m.                    | Abstracción estilizada de una mujer coronada por una estrella de seis puntas. Es propiedad del Colegio de Arquitectos. De 1956. | X      |
| Penetrable                    | Jesús Soto              | Retirada.                                                      | Hierro y nailon.                                | 5 x 5 x 14 m.                            | Estructura metálica pintada de blanco a modo de pérgola de la que cuelga gran cantidad de cordones de nailon transpartente amarillo de 4mm. de diámetro. Obra de carácter lúdico que invita a atravesarla, fue retirada por vandalismo continuado en los cordones.                          | X      |